# Strontiumferrit
Strontiumferrit ist eine chemische Verbindung des Strontiums aus der Gruppe der Ferrite.

## Gewinnung und Darstellung
Strontiumferrit kann durch Reaktion von Strontiumoxid mit Eisen(III)-oxid gewonnen werden. Die Reaktion kann durch einfaches Sintern der Pulver erfolgen.

## Eigenschaften
Strontiumferrit ist ein geruchloser dunkelgrauer Feststoff, der praktisch unlöslich in Wasser ist. Die Verbindung ist stark magnetisch mit einer Koerzitivfeldstärke von etwa 250 kA/m und einer maximalen Einsatztemperatur von 200 °C. Er besitzt eine hexagonale Kristallstruktur mit der Raumgruppe P63/mmc (Raumgruppen-Nr. 194).

## Verwendung
Strontiumferrit wird aufgrund seiner magnetischen Eigenschaften zum Beispiel für Magnetbänder verwendet.